# Фурса, Виталий Иллиодорович
Вита́лий Иллиодо́рович Фурса́ (22 июля 1946, Краснодар, СССР — 15 августа 2022) — советский футболист, полузащитник, тренер.

## Карьера
Окончил Кубанский институт физической культуры.
Футболом начал заниматься в родном городе, играл в дворовой команде «Наука», в составе которой в 1957 году выиграл первенство города среди дворовых коллективов. Потом продолжил заниматься во Дворце пионеров, а с 1961 года в секции при стадионе «Динамо» у тренера Эдуарда Дмитриевича Антонянца.
Позже играл за команду КФК «Звезда» в течение 5 лет, в её составе выиграл Кубок Краснодарского края и турнир «Золотая осень». В 1970 году выиграл зимнее первенство Краснодара и стал обладателем Кубка края в составе команды завода имени Седина, кроме того, получив ещё и приз лучшему нападающему чемпионата региона, в котором коллектив занял 2-е место.
С 1971 по 1980 год, с небольшим перерывом, выступал за «Кубань», в составе которой за это время провёл 282 матча и забил 34 гола в первенстве СССР, а также сыграл 9 встреч в Кубке, был капитаном команды. В 1973 году стал в составе «жёлто-зелёных» чемпионом РСФСР, а в 1979 году серебряным призёром Первой лиги, где в сезоне, в котором его команда добилась права выхода в Высшую лигу СССР, сыграл 44 матча из 46.
Сезон 1975 года провёл в майкопской «Дружбе».

## После карьеры
После завершения карьеры футболиста сначала работал в крайсовпрофе, а затем стал гостренером Спорткомитета СССР. Продолжал играть на любительском уровне за команду завода имени Седина в первенстве города. В 1982 году был тренером сборной Краснодарского края на Спартакиаде народов РСФСР, где команда заняла 4-е место.
С 1983 по 1986 год был начальником команды в «Кубани». Работал детским тренером, а также преподавателем на кафедре физвоспитания в КубГТУ.
Скончался 15 августа 2022 года.

## Достижения
- Серебряный призёр Первой лиги: 1979
- Победитель 3-й зоны Второй лиги (2): 1973, 1977

## Личная жизнь
В начале января 2018 года в результате пожара в квартире погибла супруга Виталия Фурсы. Сам Фурса в тяжелом состоянии был помещен в больницу.